# 島風 (島風型駆逐艦)
島風（しまかぜ）は、大日本帝国海軍が大東亜戦争(太平洋戦争)で運用した駆逐艦。
計画時の分類は丙型駆逐艦（へいがた）。

## 概要
島風型駆逐艦の島風は、日本海軍が舞鶴海軍工廠で建造した一等駆逐艦。1941年（昭和16年）8月に起工し、1943年（昭和18年）5月に竣工した。島風型駆逐艦は次世代の艦隊型駆逐艦として新型機関（公試全力7万5890馬力）を搭載、40.9ノット（約75.6km/h）の高速を発揮し、重雷装（五連装魚雷発射管3基、15射線）を備えていた。大東亜戦争(太平洋戦争)開戦による戦術の変更や水雷戦自体の可能性の低さ、手間のかかる生産から島風型の量産計画は放棄され、駆逐艦の建造は秋月型駆逐艦や丁型（松型駆逐艦）に移行した。
竣工後、島風は訓練部隊の第11水雷戦隊（旗艦「龍田」）に所属した。6月8日には、戦艦陸奥の爆沈に遭遇した。7月上旬よりアリューシャン諸島方面に進出し、第一水雷戦隊（司令官木村昌福少将）の指揮下でキスカ島撤退作戦に従事した。8月より第二水雷戦隊の僚艦と共に、艦隊や船団の護衛任務に従事した。
1944年（昭和19年）6月中旬以降、大和型戦艦を護衛して渾作戦やマリアナ沖海戦に従事する。一旦内地に戻ったあと、7月上旬にリンガ泊地へ進出し、訓練に従事した。10月中旬以降、捷一号作戦にともない栗田艦隊（指揮官栗田健男中将、第二艦隊司令長官）に所属してレイテ沖海戦に参加する。10月24日、島風は沈没寸前の戦艦武蔵の救援を行い、同艦に収容されていた重巡洋艦摩耶（前日、米潜水艦により沈没）の生存者約600名を受け入れた。
レイテ沖海戦後、第二水雷戦隊はレイテ島への地上兵力増援作戦（多号作戦）に投入される。第二水雷戦隊旗艦（司令官早川幹夫少将）として第三次多号作戦に従事中の11月11日、島風はオルモック湾で米軍機動部隊艦載機の攻撃を受け、僚艦（長波、若月、浜波）等と共に撃沈された。

## 艦名
島風という名は、大日本帝国海軍では峯風型駆逐艦で使用されていた。
この初代島風も当時の日本駆逐艦としての最高速度40.7ノット（他の峯風型は39ノット）を記録しており、2代目もそれに因んで命名されている。
戦後、海上自衛隊のはたかぜ型護衛艦2番艦「しまかぜ」が1988年（昭和63年）に就役し、三代目が継承された。

## 建造経緯
日本海軍は水雷決戦を目的とする艦隊型駆逐艦の最高峰を目指し、高速・強雷装の駆逐艦として本型を建造した。
島風型の登場まで、日本海軍の駆逐艦の速力は1920年（大正9年）に峯風型駆逐艦の島風（初代）が打ち立てた40.698ノットが最高速度であった。後の駆逐艦は概ね35ノット前後で設計された。その後、武装や船体を強化しつつ航続力を延長する方向で進化したのである。ワシントン海軍軍縮条約の破棄およびロンドン海軍軍縮会議からの脱退で軍縮条約の制約から解かれた1937年（昭和12年）以降から速力への要求が出初め、1939年（昭和14年）には速力40ノットの艦が試験的に造られることになった。すでに、日本海軍のお家芸、水雷の分野においては、陽炎型駆逐艦が要求水準を満たしていたものの、仮想敵たるアメリカ海軍が新型駆逐艦の速力向上（公試状態38ノット以上）を目指しているという情報を入手、仮想敵の駆逐艦性能向上は明らかであった。さらに無条約時代に計画建造される新世代戦艦（ノースカロライナ級戦艦、サウスダコタ級戦艦、アイオワ級戦艦、モンタナ級戦艦）はいずれも速力27ノット〜33ノット発揮可能という高速戦艦群であり、これらを凌駕する高速駆逐艦の実現が強く望まれていた。
また、陽炎型駆逐艦天津風において採用された高温高圧缶（蒸気圧力40キロ/平方センチ、蒸気温度400℃）の利用が有望視されていたが、これを島風型に採用した。このほか雷装も優れており、零式5連装水上発射管は島風型のために開発されたものであった。後日改鈴谷型重巡洋艦伊吹でも装備を検討している。次発装填装置（予備魚雷）は装備していない。初期は7連装2基の案であったが、緊急時に人力での旋回が不可能なため、5連装3基となった。
⑤計画で同型16隻（仮称艦名第733号艦から同第748号艦）の建造計画があったが、機関の製作が量産に向かないことや、対空・対潜能力をもった松型駆逐艦の量産がはじまったこと、大型の駆逐艦は防空能力に優れた秋月型駆逐艦の建造が優先されたこと、戦局の悪化等の複数の理由により島風型駆逐艦は1隻のみに終わった。1941年（昭和16年）2月に策定された計画でも、大和型戦艦・改大和型戦艦・空母機動部隊の直衛艦として乙型駆逐艦（秋月型）を大量配備することが検討されている。さらに改⑤計画でも、甲型として島風と同等の兵装と性能が要求された8隻の駆逐艦があったが、これは後に夕雲型駆逐艦（仮称艦名第5041号艦から同第5048号艦）に置き換えられた。

## 公試成績
島風は1943年（昭和18年）4月7日の過負荷全力公試で排水量2,894トン、出力79,240馬力において40.90ノットを記録した。ただしこの時の排水量は通常の公試の際の2/3状態（燃料など消耗品を2/3搭載した状態）でなく、より軽い1/2状態であった。島風の排水量は大和型戦艦の1/20程度であるが、馬力は1/2に達していた。
| 種類       | 日付       | 排水量(トン) | 出力(SHP) | 速力(ノット) | 出典          |
| ---------- | ---------- | ------------ | --------- | ------------ | ------------- |
| 公試全力   | 1943-04-07 | 2,910        | 75,890    | 40.37        | [ 11 ] [ 1 ]  |
| 過負荷全力 | 1943-04-07 | 2,894        | 79,240    | 40.90        | [ 11 ] [ 45 ] |
| 終末公試   | 1943-05-05 | 3,040        | 76,010    | 39.9         | [ 1 ]         |

## 兵装の変遷
島風は竣工時より22号(対水上用) 電探を前マストに装備し、後に13号電探を後部マストに装備した。機銃は竣工時に艦橋前に装備した13mm連装機銃を25mm連装に変更、25mm連装機銃は同3連装に交換した。また2番、3番魚雷発射管の間に機銃台を設け、25mm3連装機銃2基を装備、合計25mm3連装4基、同連装1基となった。単装機銃は1944年6月30日調べの「あ号作戦後の兵装増備の状況調査」では25mm単装7挺、同据付座7基、13mm単装1挺とされている。その他に爆雷投下軌道(軌条)2組も装備された。

## 艦歴
1941年（昭和16年）8月8日、第125号艦として、舞鶴海軍工廠で起工した。
1942年（昭和17年）5月15日、日本海軍は第125号艦を島風（シマカゼ）と命名する。艦艇類別等級別表に(艦型なし)島風として登録される。
7月18日、島風は進水した。同日附で呉鎮守府籍となる。
1943年（昭和18年）3月20日附で、広瀬弘中佐（駆逐艦春雨艦長等を歴任、駆逐艦大潮沈没時の駆逐艦長。3月15日附で大潮艦長免職）が島風の艤装員長に任命された。
4月に各種の試験をおこなったが、巡航機械に不具合がみつかり、竣工予定日を延期した。島風は5月10日に竣工、海軍に引き渡された。
同日附で島風艤装員事務所は撤去される。広瀬艤装員長も島風の初代駆逐艦長となった。機関長は大迫吉二大尉。

### 昭和18年前半の戦い
竣工後、島風は訓練部隊の第十一水雷戦隊に編入される。
第十一水雷戦隊は新しく竣工した駆逐艦や修理などで乗組員の多くが交代した駆逐艦を訓練させるために創設された部隊であり、第一艦隊に属していた。

5月12日、島風は桂島泊地に到着した。
十一水戦僚艦と共に訓練を受けた後、出撃準備を経て5月21日に玉波とともに柱島泊地を出撃する。5月23日に横須賀に到着。
島風は整備の後、北方部隊の本拠地である幌筵へ輸送任務のため5月27日に出撃し、5月30日に幌筵島武蔵湾に到着。

任務終了後即日出港し、横須賀経由で、柱島泊地に向かった。

6月2日、島風は横須賀に寄港した。翌日出発、6月4日、桂島泊地到着。龍田や僚艦（玉波、若月）と共に訓練に従事した。6月8日、柱島において訓練中の島風は、戦艦陸奥の爆発事故に遭遇した。第十一水雷戦隊は木村進少将（龍田座乗）指揮下で救助活動に従事した。
瀬戸内海での訓練では魚雷の試験発射が予定されたが、第一水雷戦隊司令官木村昌福少将（海兵41期）の要望で北方作戦に投入される事が決まって試験発射は中止となる。呉に回航後、19日より出撃準備に取り掛かった。
その頃、アリューシャン方面の戦いにおける日本軍は窮地に立たされていた。日本軍はキスカ島からの撤退を決定したが、潜水艦撤退作戦は失敗、第五艦隊の水上部隊による一挙撤収作戦が立案された。
6月中旬、第一水雷戦隊司令官木村少将は第五艦隊長官（同艦隊司令部）を訪問し、キスカ島撤収作戦について協議をおこなう。この席上で木村少将はレーダーを装備した新鋭駆逐艦島風の派遣を求めた。第五艦隊も駆逐艦部隊の増強を連合艦隊に意見具申した。この中で第五艦隊は「尚一水戦司令官ハ霧中作戦ノ困難性ニ鑑ミ電探ヲ装備セル駆逐艦ニ乗艦陣頭突入ヲ考慮シ居ラレルニ付、為シ得レバ島風ノ一時編入ニ関シ特別配慮ヲ得度」と具申している。古賀峯一連合艦隊司令長官は6月17日附で本艦の北方部隊編入を内報し、27日に発令、7月1日附で正式に編入された。
戦史叢書では島風の加入について『水雷部隊に大きな威力を加えたわけである。』と記述している。木村司令官は島風を水雷戦隊の旗艦とする予定だったという。
7月5日、島風は幌筵島に到着した。キスカ島撤退作戦（ケ号作戦）における水雷部隊の軍隊区分は、木村司令官直率の巡洋艦部隊（阿武隈、木曾）、吉村真武大佐（第十駆逐隊司令）指揮下の収容駆逐隊（第九駆逐隊〈朝雲、薄雲〉、第十駆逐隊〈秋雲、夕雲、風雲〉、響）、天野重隆大佐（第二十一駆逐隊司令）指揮下の警戒駆逐隊（第二十一駆逐隊〈若葉、初霜〉、島風、長波、五月雨）、補給部隊（日本丸、国後）、応急収容隊（栗田丸）という編成だった。
島風、阿武隈、木曾がレーダーを装備していたが、島風の電探も見張り警戒用に使用できる程度で、測的には使用できなかった。また参加巡洋艦・駆逐艦はアメリカ艦艇と誤認させるための迷彩とカモフラージュを行った。
7月7日以降のキスカ島第一次撤収作戦は15日に作戦中止命令が出され、主隊（那智〔第五艦隊司令長官〕、摩耶、多摩、野風、波風）・撤収部隊各艦は18日までに幌筵に帰投した。第五艦隊司令部は第一水雷戦隊の作戦中止判断に不満であり、後日、五艦隊参謀が軍令部に「第一次ノ際ハ水雷戦隊ニ肝ナシ」と述べている。第一水雷戦隊側は木村司令官の処置を妥当とみており、両者の間に温度差があった。撤退決断時、広瀬（島風駆逐艦長）は木村司令官（阿武隈）に対し「本日をおいて決行の日なし、ご決断を待つに」と意見具申している。しかし第五艦隊司令部との折衝では、島風駆逐艦長や五月雨駆逐艦長も木村司令官の反転判断を支持し、五艦隊側の批判に抗議したという。
7月22日、第一水雷戦隊（司令官木村昌福少将）の指揮が指揮する収容部隊（阿武隈、木曾、島風、響、朝雲、薄雲、長波、秋雲、夕雲、風雲、若葉、初霜、五月雨）、第五艦隊司令長官座乗の軽巡洋艦多摩、燃料補給部隊（国後、日本丸）という戦力が集結、幌筵を出撃した。
7月26日17時44分（日没17時46分、視界200-300m）、濃霧により5隻（国後、阿武隈、初霜、若葉、長波）が関係する多重衝突事故が起きる。単縦陣5番手（日本丸、阿武隈、多摩、木曾、島風、五月雨…）を航行していた島風は、右側に避けて難を逃れた。損傷により若葉は幌筵帰投を余儀なくされ、また速力低下をきたした初霜も日本丸の護衛にまわされた。第二十一駆逐隊司令（警戒隊指揮官）は島風に移った。四番隊1小隊（島風、五月雨）、2小隊（長波）、補給隊護衛（初霜）という区分となった。
7月29日、撤収部隊はキスカ島に突入した。11時50分、地上部隊（第51根拠地隊）から「1125松ヶ崎ノ六七度二〇粁ニ艦艇ノ音源ヲ聴ク」の情報があり、島風のレーダーもキスカ港口140度方向に反応を探知する。これは哨戒中の米軍駆逐艦だった可能性もある。会敵予想中の13時、200度方向に艦影を発見し、初めての海戦に興奮した島風の乗組員は魚雷を発射、阿武隈も魚雷4本を発射するが、これは小キスカ島の小島崎だった。13時40分に第一輸送隊（阿武隈、秋雲、夕雲、風雲）・第二輸送隊（木曾、朝雲、薄雲、響）ともキスカ入港に成功、14時30分には出港して撤収に成功した。各部隊は7月31日から8月1日にかけて幌筵へ帰投。撤収人員海軍2518名・陸軍2669名・遺骨30柱・合計5183名(もしくは5187名）が帰投した。

### 昭和18年後半の戦い
ケ号作戦終了にともない、参加各部隊（摩耶、島風、五月雨、長波、響、秋雲、夕雲、風雲、第十二潜水隊）は8月3日付で原隊に復帰。島風は北方部隊の指揮下を離れて8月6日に瀬戸内海へ帰投した。同日、ニュージョージア諸島で生起したベラ湾夜戦で駆逐艦時雨以外の3隻（萩風、嵐、江風）がアメリカ駆逐艦隊のレーダー射撃により全滅したことを踏まえ、第十一水雷戦隊各艦と共に訓練・電探射撃研究試験を行って次期作戦に備えた。
なお、島風は7月10日に第二水雷戦隊に編入されている。
内海西部より横須賀へ移動後の9月15日、島風は駆逐艦長波とともに重巡洋艦鳥海、摩耶を護衛して横須賀を出撃し、トラック諸島に向かう。9月20日トラック着後の島風は長波と分離。
9月21日、今度は空母大鷹、冲鷹を護衛してトラックを出港し横須賀に向かった。
9月24日、大鷹は米潜水艦カブリラの雷撃を受けて被雷し、航行不能となった。島風は海に落下した大鷹の乗組員8名を救助。また、爆雷攻撃を行ってカブリラを追い払った（島風は撃沈確実を報告）。大鷹は冲鷹に曳航され、島風はかけつけた駆逐艦漣、白露と合流し、9月26日夕刻に横須賀へ帰投した。
10月1日附で島風機関長は大迫大尉から上森近雄大尉（当時、大和型戦艦2番艦武蔵分隊長）に交代した（大迫は第十一水雷戦隊参謀へ転任）。
10月4日、島風は冲鷹を護衛してトラックに再進出する。
10月5日附で島風駆逐艦長は上井宏中佐（上井は9月20日まで陽炎型駆逐艦浜風駆逐艦長）に交代した。広瀬中佐は同日附で第一水雷戦隊（司令官木村昌福少将）司令部附。
島風は、10月17日からマーシャル諸島方面に出撃する第三艦隊（司令長官小沢治三郎中将・海兵37期）と第二艦隊（司令長官栗田健男中将・海兵38期）の護衛に就いた。
トラック帰投後はトラックに出入りするタンカーの護衛任務を行う。
11月1日、連合軍はラバウルに対する攻勢を強化するため、ブーゲンビル島に飛行場を建設するため上陸作戦を敢行した（ブーゲンビル島の戦い）。この脅威に対処するため、連合艦隊はトラック泊地に待機している第二艦隊や第三艦隊（機動部隊）の艦艇をラバウル方面に派遣することになった。
島風以下第二水雷戦隊は遊撃部隊（指揮官栗田健男第二艦隊司令長官：旗艦愛宕）各艦と共に南東方面部隊に編入。ろ号作戦に協力する。
11月2日、油槽船団（島風、天津風、漣、日章丸、日栄丸）はトラック泊地を出撃した。
11月3日朝、遊撃部隊（第四戦隊〈愛宕、高雄、摩耶、鳥海〉、第七戦隊〈鈴谷、最上〉、第八戦隊〈筑摩〉、第二水雷戦隊〈能代、早波、玉波、藤波、涼波〉）はトラック泊地を出撃した。
途中、油槽船団は空襲により日章丸が被弾、救援のため鳥海と涼波が分離した。島風は日栄丸を護衛してラバウルへ先行した。
11月5日午前6時30分前後、遊撃部隊はラバウルに到着した。同地にはブーゲンビル島沖海戦に参加した連合襲撃隊の一部艦艇（阿賀野、長波、時雨、白露、五月雨、若月）等が待機していた。
遊撃部隊がラバウルに到着してから間もなく、アメリカ空母サラトガ、プリンストンから発進した艦載機約100機による空襲がはじまった（ラバウル空襲）。沈没艦こそなかったものの摩耶大破、愛宕艦長戦死等の被害を受け栗田艦隊は『廃物』になってしまった。草鹿任一南東方面艦隊長官は遊撃部隊をトラック泊地におくりかえす事を決定する。ラバウルに到着したばかりの島風も遊撃部隊護衛組に加わる。摩耶以外の重巡洋艦部隊は駆逐艦涼波、玉波、島風等に護衛されて、同日夕刻ラバウルを出発する。11月7日-8日にかけてトラック泊地へ戻った。鈴谷隊（鈴谷、島風）は速度の出ない最上隊（最上、玉波）を掩護したため、4隻（鈴谷、最上、島風、玉波）は8日昼過ぎトラック泊地に到着した。
11月11日、駆逐艦島風、玉波は重巡洋艦高雄、愛宕と空母翔鶴を護衛してトラックを出港。11月15日に横須賀に帰投した。
横須賀到着後の11月15日18時55分、島風の機関部に損傷が生じた。事故の一報は小柳冨次第二艦隊参謀長も慌てさせた。タービン周りを修理しようにも予備部品がなく、部品を新造する必要に迫られている。その後、当面の護衛任務を完了後に横須賀で本格的に修理するよう命じられる。
11月26日、翔鶴、島風、玉波は横須賀を出発。12月1日にトラック泊地に到着した。以後は第二水雷戦隊僚艦と共にタンカーの護衛任務に従事した。

### 昭和19年前半の戦い
1944年（昭和19年）に入ると、パラオ、ダバオ方面でもタンカーの護衛を行うようになる。
1月8日、バリクパパンからパラオを経由しトラック諸島へと向かう国洋丸（国洋汽船、10,026トン）、日本丸（山下汽船、9,971トン）および健洋丸（国洋汽船、10,024トン）からなる船団を早波、第102号哨戒艇（元アメリカ駆逐艦スチュワート）と共にパラオまで護衛する任務に就く。この船団と合流するため、ラバウルから駆逐艦曙、漣が向かっていた。
1月14日、日本軍船団はスキャンプ、ガードフィッシュ、アルバコアで構成されたウルフパックの襲撃に遭った。まず漣がアルバコアの雷撃で轟沈した。連合艦隊は船団のトラック帰投を命じたが、続いて日本丸と健洋丸が撃沈された。島風は襲撃の報せを受けて早波と共に敵潜水艦（＝スキャンプ）の制圧に動くも、仕留められないまま逃げられている。
その後、島風、早波、曙、国洋丸はトラックから救援に来た駆逐艦春雨と合流。共にトラックへ向かい、1月17日に到着した。島風はパラオへ帰還した。ふたたび船団（島風、谷風、日栄丸、旭東丸）を編成し、1月27日にトラック泊地到着。これをもってパラオ方面派遣任務を終え、しばらくトラック泊地で待機した。
2月1日、輸送船団と共にトラック泊地へ到着目前の駆逐艦海風が米潜水艦ガードフィッシュによって撃沈された。駆逐艦島風と白露は海風の救援に向かい、2月3日まで対潜掃蕩を実施した。
同日、駆逐艦島風、雷、追風は船団（日栄丸、国洋丸、旭東丸）を護衛してトラックを出発。ダバオを経由してボルネオ島バリクパパンに立ち寄る。日栄丸はバレンパンを経由してシンガポールに回航された。
2月21日、駆逐艦島風、雷はタンカー船団を護衛してバリクパパンを出港してダバオに向かうが、2月25日未明にミンダナオ島サンアウグスティン岬の南南西55キロ地点に差し掛かった所でアメリカ潜水艦ホーの攻撃を受け、タンカー日章丸（昭和タンカー、10,526トン）が沈没し、旭東丸（飯野海運、10,051トン）が損傷する被害を受けた。島風はその後も船団護衛任務に従事した。
その後、島風と雷は水上機母艦秋津洲（同艦はトラック島空襲に遭遇して損傷中）を護衛して、横須賀に帰投した。
「島風」は3月16日から4月11日まで修理・整備をおこなった。
また3月10日附で島風砲術長は江間修大尉（補第85警備隊分隊長）から、左近允正章中尉（当時、駆逐艦時雨砲術長。第十六戦隊司令官左近允尚正少将長男）に交代。
4月1日附で島風機関長も上森近雄大尉から、軽巡洋艦由良機関科分隊長等を歴任した上村嵐大尉に交代した。
4月22日、駆逐艦島風、早霜、雪風、山雲は戦艦大和と重巡洋艦摩耶を護衛して瀬戸内海を出撃した。山雲は豊後水道通過後に護衛をやめ、平郡島へもどった。
大和隊は4月26日マニラ着、29日に出発する。5月1日、リンガ泊地に到着した。5月12日、リンガ泊地を出撃してタウイタウイに進出する。同方面ではアメリカ潜水艦が活発に活動しており、第二艦隊は敵潜水艦誘出撃滅を企図、島風も参加することになった。
6月9日、駆逐艦磯風、島風、谷風、早霜はでタウイタウイ湾口の対潜警戒に従事したが、アメリカ潜水艦ハーダーの雷撃を受けた谷風が沈没した。
この頃、ビアク島を巡って日米双方の攻防が繰り広げられており（ビアク島の戦い）、日本海軍は渾作戦を発動してビアク島救援作戦を展開していたが、過去二度にわたる作戦は目的を達しえなかった。
そこで、大和型戦艦2隻（大和、武蔵）等を投入して、上陸船団撃破とアメリカ軍機動部隊の誘い出しを図る事となった。
第二水雷戦隊（能代、島風、沖波）と第十戦隊の駆逐艦（野分、山雲）は、第一戦隊（大和、武蔵）を主軸とする攻撃部隊（第一戦隊司令官宇垣纏中将・海兵40期）の護衛のためタウイタウイを出撃した。
攻撃部隊は6月12日にハルマヘラ島バチャンに到着し戦力を集結。作戦開始を待ったが、6月13日になってサイパン島に対する艦砲射撃が開始されて戦局が急展開したため、渾作戦部隊（第一戦隊〈大和、武蔵〉、第五戦隊〈妙高、羽黒〉、第二水雷戦隊〈能代、沖波、島風〉、第10駆逐隊〈朝雲〉、第4駆逐隊〈山雲、野分〉）は同日夜にバチャンを急遽出撃。小沢中将率いる第一機動艦隊に合流すべく急行、16日夕刻に合流した。
6月18-21日のマリアナ沖海戦における島風は、前衛艦隊（指揮官栗田健男中将、第二艦隊司令長官）に所属してアメリカ軍と交戦した。6月22日に中城湾に立ち寄った後、6月24日に柱島泊地に帰投した。7月9日、大和・武蔵・第四戦隊など第二艦隊の中枢を護衛して臼杵湾を出撃。途中、沖縄の第三十二軍（渡辺正夫中将）に対する輸送任務を行い、任務終了後はリンガ泊地に直接向かう。7月16日、第一戦隊（大和、武蔵、長門）、駆逐艦時雨、五月雨、島風はリンガ泊地に到着した。以後、訓練に従事した。

### レイテ沖海戦
10月18日、捷一号作戦発動に伴って栗田中将の第一遊撃部隊（通称栗田艦隊）はリンガ泊地から出動し、ブルネイ湾で補給の後、10月22日に出撃した。10月23日からのレイテ沖海戦では第一部隊・第二水雷戦隊（旗艦〈能代〉、第二駆逐隊〈秋霜、早霜〉、第三十一駆逐隊〈岸波、沖波、長波、朝霜〉、第三十二駆逐隊〈浜波、藤波〉）に属して戦闘に参加する。。10月23日、パラワン水道を航行する栗田艦隊は米潜水艦ダーターとデイスの襲撃を受け、重巡洋艦愛宕と摩耶が沈没した。
10月24日、シブヤン海にて栗田艦隊はアメリカ軍機動部隊艦載機の空襲を受けた。島風は第一部隊（戦艦〈大和、武蔵、長門〉、重巡洋艦〈妙高、羽黒、鳥海〉、軽巡〈能代〉、駆逐艦〈島風、早霜、秋霜、岸波、藤波、沖波、浜波〉）に属していた。
戦艦武蔵が多数の命中弾を受けて落伍。栗田中将の命を受けた島風は第一部隊から離れて武蔵の援護におもむく。午後6時には武蔵左舷後部に接舷すると、沈没救助後武蔵に便乗していた摩耶乗組員を受け入れた。
摩耶戦闘詳報によれば607名救助（562名とも）。武蔵の救援任務は島風の他に重巡洋艦利根、駆逐艦清霜にも命じられていた。島風は武蔵救援任務を駆逐艦浜風と交替。利根と島風は第一部隊に復帰した。武蔵は19時40分前後に沈没する。進撃する島風からは後方に武蔵沈没時の火柱が見えたという。
その後、栗田艦隊はサンベルナルジノ海峡の突破を試みるが、その間も警戒を怠らなかった。
10月25日午前3時頃、速力24ノットで航行中の島風は駆逐艦秋霜と衝突した。島風は左艦首を損傷、秋霜は右艦首部位とスクリューを損傷し浸水被害を受けた。闇夜で前方のみ警戒していた為、双方が相手に気づかなかった為と見られる。駆逐艦沖波の士官によれば、島風が岩礁を魚雷艇と誤認して『敵見ユ』の信号を発し、混乱した為だったという
同日午前6時45分、栗田艦隊は米護衛空母部隊（タフィ第三戦隊）と遭遇。艦隊の全員が低速の護衛空母部隊を高速の正規空母部隊/アメリカ軍機動部隊主力と誤認、栗田は最初に巡洋艦戦隊を先行させて正規空母群に損傷を与えることを企図し、第二水雷戦隊と第十戦隊（軽巡〈矢矧〉、陽炎型駆逐艦〈雪風、浦風、磯風、野分〉）は戦艦戦隊の後に続くよう命じた。午前8時、水雷戦隊にも突撃命令が下され、第二水雷戦隊と第十戦隊は米護衛空母群に肉薄した。午前8時50分頃、煙幕の中から出現した米駆逐艦ジョンストンが偽装の雷撃姿勢をとり、第十戦隊は右に回避行動をとった。このため第十戦隊の右側面を航行していた第二水雷戦隊も右（北方）への変針を余儀なくされ、島風以下二水戦は戦場から遠ざかってしまい、魚雷発射の機会を失った。島風が40ノットの高速力を発揮して魚雷戦をおこなう機会はついに訪れなかった。
10月26日、退避行動に移った栗田艦隊はアメリカ軍機動部隊艦載機の空襲を受ける。日本艦隊・アメリカ軍機ともに疲労の頂点に達しており被害は少なかったが、空襲により二水戦旗艦能代が沈没、乗組員は駆逐艦浜波と秋霜に救助された。護衛駆逐艦（島風、岸波、浦風、浜波、秋霜）は燃料が枯渇しかかっており、艦隊主力に駆逐艦雪風と磯風を残して分離、コロンに入港し燃料を補給した。29日、ブルネイに帰投する。島風において対空戦闘・水上戦闘に従事した摩耶の生存者も、戦死5名・負傷8名を出した。

### 島風の最後の戦い

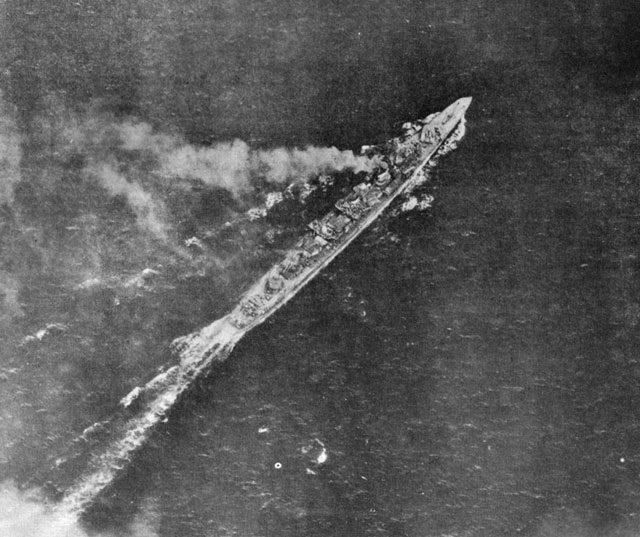
空襲下の島風（1944年11月11日）。速力は落ち、艦首へのダメージにより艦首波も乱れている。この写真の撮影直後に島風は爆発・沈没した。

レイテ沖海戦の後、島風はブルネイ湾を経てマニラに進出しレイテ島行きの多号作戦に投入された。島風は第二水雷戦隊旗艦となり、第三次輸送部隊を指揮してレイテ島北西オルモック湾に突入する。11月11日、アメリカ軍機動部隊艦載機約350機の空襲により撃沈された。また第三次輸送部隊も駆逐艦朝霜を除いて全滅した。経過は以下のとおり。
11月4日、島風はレイテ沖海戦で沈没した能代に代わって第二水雷戦隊旗艦となり、二水戦司令官早川幹夫少将（海兵44期）の将旗が翻った。上村機関長によれば、当時の島風には司令部要員を含めて約450名が乗艦していたという。多号作戦では、第三次輸送部隊に編入される。第三次輸送部隊は低速で中古の輸送船5隻を中心としており、早川少将は低速船団を高速艦で護衛することに疑念を抱いて反論したが、南西方面艦隊司令長官大川内傳七中将（海兵37期）に大本営海軍部、連合艦隊司令部のバックアップ、さらに「これは天皇陛下のご命令である」との「勅命」を持ち出されて観念した。航空機の援護を主張した大島32駆逐隊司令によれば、命令書には大川内長官の判子がなく、南西方面艦隊参謀長の印しか押されていなかったという。
第三次輸送部隊はマニラで出撃準備をおこなうが、11月5日の空襲で同港停泊中の重巡洋艦那智が沈没。救援中の駆逐艦曙も大破した。司令部は第三次輸送作戦の発動を延期し、準備中だった第四次輸送船団（護衛艦〈霞、若月、長波、潮、朝霜、秋霜〉、海防艦〈沖縄、占守、第十一号海防艦、第十三号海防艦〉、輸送船3隻）が11月8日に先発した。
11月9日、第三次輸送船団の護衛艦6隻（島風、浜波、初春、竹、駆潜艇46号、掃海艇30号）と輸送船5隻（せれべす丸、泰山丸、西豊丸、天昭丸、三笠丸）は未明3時（午後1時とする資料あり）にマニラを出撃した。
折りしも雨が降っており、しかも雨は3日間降り続くと陸軍気象班は予想していた。さらに、作戦の掩護のためブルネイ湾から第一遊撃部隊（指揮官宇垣纏中将・海兵40期）の戦艦部隊（大和、長門、金剛、榛名、羽黒、矢矧、浦風、雪風、浜風、磯風）が11月8日にスールー海に向けて出撃してきた。
日付が11月10日に変わると、状況は第三次輸送部隊にとって徐々に悪い方向に傾く。午前3時に輸送船せれべす丸（大阪商船、5,863トン）がルソン島ボンドック半島西岸の浅瀬に座礁、駆潜艇46号が分離した。また、天気も予想に反して回復の兆しにあった。11時ごろには偵察のB-24 に発見される。同時刻、南西方面艦隊は第三次輸送部隊に対し、駆逐艦初春、竹の離脱と、第四次輸送部隊と合流してのマニラ帰投を命じた。
夜21時、マスバテ島東方のブラックロック水道で、オルモック輸送作戦を終えた第一水雷戦隊司令官木村昌福少将指揮下の第四次輸送部隊残存部隊（駆逐艦〈霞、秋霜、潮〉、海防艦〈沖縄、占守、13号〉、輸送船〈金華丸〉）とすれ違う。その際に第四次輸送部隊から駆逐艦長波、朝霜、若月が第三次輸送部隊に合流し、駆逐艦初春、竹が第四次輸送部隊に合流した。このため、第三次輸送部隊の護衛艦は駆逐艦5隻（島風、若月、浜波、長波、朝霜）と掃海艇1隻（第30号）となった。
11月11日未明、前日のB-24 からの通報を受けた魚雷艇隊の襲撃を受けるが跳ね返す。しかし、最大の脅威である第38任務部隊（ジョン・S・マケイン・シニア中将）が迫りつつあった。もともとはスールー海を進撃する第一遊撃部隊攻撃のために出てきていたが、第一遊撃部隊が見つからなかった代わりに、第三次輸送部隊を発見したのである。十三隻の空母からのべ347機が発進した。
第三次輸送部隊は11月11日の正午ごろにオルモック湾に到着する予定であったが、その直前に電探が14,000メートルの距離に航空機の大群を探知した。早川少将はこれを受けて、輸送船に早急に湾内に突入して揚陸作業を行うよう命令し、駆逐艦には煙幕を張らせた。第38任務部隊の艦載機347機はオルモック湾に至る水道内で攻撃を仕掛け、輸送船を片付けてから駆逐艦攻撃に移った。一連の対空戦闘で駆逐艦朝霜をのぞく護衛部隊（島風、浜波、若月、長波、掃海艇30号）、輸送船団（三笠丸、泰山丸、西豊丸、天昭丸）は全滅した。日本陸軍戦闘機約30機が出撃したがアメリカ軍は撃墜16機を記録、撃退されている。
対空戦闘に際して、早川少将は誘爆を防ぐため魚雷を投棄させた。狭い湾内での戦闘だったが、その速力と的確な操艦により、爆弾や魚雷の直撃こそ受けなかった。しかし、多数の至近弾と機銃掃射により船体に多数の小破孔が発生して浸水、機関からも蒸気が噴出して回転数が急速に低下、航行不能となる。艦橋の早川少将、結城祐雄（二水戦）砲術参謀、本間広通信参謀、島風航海長、左近允正章島風砲術長は戦死、上井駆逐艦長は左足負傷、松原瀧三郎先任参謀は右足負傷、健在者は鈴木安照機関参謀のみであった。応急処置班の対応が間に合わないほどの反復攻撃を受け、救援に接近しようとした朝霜は機銃掃射のため接近を断念する。松原先任参謀より「帰れ」の命令があって朝霜は避退し、島風はオルモック湾に単艦残されることになった。退避の際、朝霜は航行不能の浜波から大島32駆逐隊司令や乗組員を救助し、生還している。
島風では内火艇やカッターボートを海面に下したものの損傷により水没し、鈴木・松原参謀、駆逐艦長・機関長など合計21名は、沈没寸前に唯一残ったカッターに乗って島風を離れた。午後5時30分、島風は後部附近の爆発により沈没した。島風には行動不能の重傷者が多数残されていたが爆沈時に戦死、既に艦を離れていた乗組員も全員行方不明となった。上井艦長達は日本陸軍の大発動艇を借りて島風生存者の救援にあたることを企図し、レイテ島へ向かう。一旦メリダ岬に上陸したものの、ゲリラの襲撃により鈴木機関参謀が戦死、一時海上に退避したのち11月12日午前3時にレイテ島オルモックへ上陸した。11月14日時点での生存者は、首席参謀、駆逐艦長、准士官以上3名、下士官兵14名。早川少将以下第二水雷戦隊司令部と乗員合わせて430名が戦死した。若月や長波の乗組員を含め相当数の者が脱出したとみられるが、陸地にたどり着いたもののゲリラに殺害された者も多かったという。記録では、マニラ地区に島風乗組員28名、レイテ地区に31名が現地陸戦隊に編入されている。
島風沈没と早川幹夫第二水雷戦隊司令官の戦死により11月20日附で第一水雷戦隊は解隊された。
12月2日、第七次多号作戦により駆逐艦2隻（竹、桑）と輸送艦3隻（9号、140号、159号）がオルモック湾に到着した。第二水雷戦隊先任参謀・島風艦長・機関長以下数名は竹に収容されて生還したが、帰途に竹と桑はアメリカ駆逐艦アレン・M・サムナー、モール、'クーパーに遭遇、桑が撃沈される一方で竹はクーパーを撃沈した。
島風の生存者は竹に乗艦しており、途中で第九号輸送艦に乗り換えている。竹の駆逐艦長宇那木勁少佐（海兵64期）がその事を知ったのは、1968年（昭和43年）のことであった。竹の乗組員達は「島風と一緒にレイテに突入していればマニラ大空襲（11月13日）に遭わず、島風（竹）は運が悪かった」と思ってたが、島風以下第三次輸送部隊の最期を聞いて驚いたという。
島風型は島風1隻に終わり、陽炎型駆逐艦・夕雲型駆逐艦からなる駆逐隊にも編入されておらず、戦没まで単独で第二水雷戦隊に属していた。1945年（昭和20年）1月10日附で艦艇類別等級別表から削除。帝国駆逐艦籍から除籍。
1965年（昭和40年）、呉市長迫町の旧海軍墓地に島風戦没者慰霊碑が建立され、11月11日に第一回慰霊祭が行われた。慰霊碑は島風が高速艦であったことにちなみ、軍艦の艦橋を型どっている。海軍墓地に建立された慰霊碑の第一号であった。
2017年12月、スリガオ海峡とオルモック湾で調査を行っていたポール・アレン率いる調査チームが、沈没した島風の残骸を発見して画像を公開した。

## 歴代艦長
※脚注無き限り『艦長たちの軍艦史』350-351頁による。
艤装員長
1. 広瀬（廣瀬）弘 中佐：1943年3月20日[51] - 1943年5月10日[54]

駆逐艦長
1. 広瀬弘 中佐：1943年5月10日[54] - 1943年10月5日[122]
2. 上井宏 中佐：1943年10月5日[122] - 1944年12月16日[296]

## 島風のプラスチックモデルキット
- 1/700 ウォーターライン、No.409 「日本駆逐艦 島風」（タミヤ）

艦底にダイキャスト製パーツを使用。昭和19年後半の状態を再現している。
- 1/700 艦隊これくしょんプラモデルNo.05 艦娘 駆逐艦 島風（青島文化教材社、模型本体はタミヤ製）

2014年発売。『艦隊これくしょん -艦これ-』とのコラボレーションキットで、模型そのものはウォーターラインシリーズと同一。パッケージや取扱説明書などは『艦これ』コラボの特別仕様で、オリジナルシール、艦娘カード、エッチングネームプレートが付属。
- 1/700 スカイウェーブ、W161　「日本海軍 駆逐艦 島風 最終時」（ピットロード）

2014年12月発売。洋上/フルハルの選択式モデル。完全新規金型で最終時を再現。兵装や構造物は新装備バーツ(NEシリーズ)に準じる精度で設計されている。
- 1/350 「PLAMAX KC-01 駆逐艦✕艦娘 島風」（マックスファクトリー）

ハセガワとの共同開発製品(艦艇モデル部分はハセガワ、艦娘のフィギュアはマックスファクトリーによる)。非塗装の1/20の艦娘の島風と連装砲ちゃんもキット化。5色で成型。2015年1月7日発表。同年10月に発売され、竣工時をキット化。
- 1/350 日本海軍 駆逐艦 島風 “最終時”（ハセガワ）[300]。

2016年2月発売、上記単体のバリエーション。竣工時・最終時のエッチングパーツ、最終時のリノリウム甲板シールも発売されている。
- 1/350 日本海軍 駆逐艦 島風 “マリアナ沖海戦”（ハセガワ）

2020年10月発売、上記バリエーション。
- 1/350 艦NEXT 日本海軍駆逐艦 島風（フジミ）

ホームページのトップページにて2015年1月14日に発表。2015年12月発売、竣工時を再現。専用エッチングパーツも同時発売。